# Туртасское сельское поселение
Туртасское се́льское поселе́ние — муниципальное образование в Уватском районе Тюменской области Российской Федерации.
Административный центр — посёлок Туртас.

## География
Поселение находится в бассейне реки Туртас. Неподалёку от села Туртас реку Туртас пересекает федеральная автодорога Р404 (Тюмень — Ханты-Мансийск). По территории поселения проходит ветка железной дороги «Тюмень — Сургут — Новый Уренгой».

## Население
| 2010  | 2011  | 2012  | 2013  | 2014  | 2015  | 2016  |
| ----- | ----- | ----- | ----- | ----- | ----- | ----- |
| 5397  | ↗5400 | ↘5391 | ↗5414 | ↗5436 | ↗5438 | ↘5392 |
| 2017  | 2018  | 2019  | 2020  | 2021  |       |       |
| ↘5379 | ↘5376 | ↘5351 | ↗5391 | ↘5120 |       |       |

## Состав сельского поселения
В состав сельского поселения входит один населённый пункт — посёлок Туртас.
* станция Юность-Комсомольская.

## Люди, связанные с поселением
Жанна Агузарова